# Matrice ADL
La matrice ADL, matrice de Arthur D. Little est une matrice de gestion de portefeuille.
Cette matrice se base sur deux variables:
• L’attrait du DAS (domaine d'activité stratégique) : Dimension fondée sur les phases du cycle de vie avec l’intégration du taux de croissance du secteur (pour mesurer les besoins financiers des activités)
• La position concurrentielle: Dimension qui permet d’apprécier qualitativement les positions des concurrents.
Le lien dans les références permet de visualiser le tableau de la matrice ADL.

## Enjeux de la matrice ADL
Il est parfois difficile d'identifier correctement à quelle étape se trouve un secteur d'activité économique.  On peut, par exemple, se demander quels critères doivent être employés pour déterminer à quelle étape se trouve le cycle de vie d'un secteur d'activité économique particulier.  De plus, la concurrence peut avoir un impact sur le cycle de vie d'un secteur, par exemple en faisant entrer dans le marché un produit qui le redynamise.  

## Structure de la matrice ADL
La matrice ADL positionne l'entreprise par rapport aux deux critères retenus. Le degré de maturité de l'activité est fondé sur le cycle de vie du marché (démarrage, croissance, maturité, déclin) et la position concurrentielle de l'entreprise mesure la force relative de l'entreprise par rapport à ses concurrents (Marginal défavorable, favorable, fort, dominant).

## Démarche d'utilisation de la matrice ADL
4 groupes se dégagent de cette matrice :
- le développement naturel : l'entreprise occupe une position de leader sur un marché en croissance. 
- le développement sélectif : l'entreprise occupe une position de challenger sur un marché qui ne croît plus. 
- la réorientation : l'entreprise occupe une position défavorable sur un marché en croissance.
- l'abandon : l'entreprise est en difficulté sur un marché qui ne croît plus.